# Дом Скарлато
Дом Скарлато — здание, датируемое началом XX века, выполненное в эклектичном стиле с ярко выраженными барочными чертами. Дом занимает целый квартал между улицами Коммунаров (Воронцовской), Горького (Витовской), Торговым переулком (21-го Января) и 9-го Января (Ганнибаловской). Считается самым большим и доходным домом старого Херсона. Принадлежал купцу М. С. Скарлато, потомку молдавского боярского рода.

## Описание
Удачное расположение здания, а именно возле главного рынка Херсона — Привоза, послужило причиной размещения в нём магазинов, гостиниц, а также мелких предприятий.
Во время Второй мировой войны здание сильно пострадало, и было частично разрушено. После войны было восстановлено немецкими военнопленными. Разрушенная часть, со стороны улицы 9-го Января, была заново отстроена. До недавнего времени здание было жилым, и принадлежало Херсонскому заводу им. Коминтерна.
Дом также известен, как временное жилье советского режиссёра и актёра Всеволода Мейерхольда.